# Robinson Rentería
Luis Robinson Rentería Cuesta (Quibdó, 4 de julio de 1980) es un exfutbolista colombiano. Jugaba como delantero.
Es hermano de los también exfutbolistas Wason Rentería y Carlos Rentería.

## Trayectoria
Robinson Rentería comenzó como profesional en el club chino Beijing Guoan. En 2002 jugó con el Atlético Nacional, donde participó en la Copa Sudamericana en 2002 donde perdió la final con el San Lorenzo.
En 2003 lo transfieren a Venezuela donde, participó en los clubes de Caracas F.C., Trujillanos F.C. y Estudiantes de Mérida hasta el 2007. En 2008 fue transferido en el club sudafricano Platinum Stars hasta el 2010 donde marcó 15 goles en 52 partidos.
Regresa a Colombia en 2010 a participar en el club Cortuluá hasta el 2011. En ese mismo año regresa a Venezuela a seguir participando en los clubes de
Anzoátegui F.C. y Zamora hasta el 2013.

## Clubes
| Club                       | País                   | Año       |
| -------------------------- | ---------------------- | --------- |
| Beijing S.G.F.C.           | China                  | 2001      |
| C.A. Nacional              | Colombia               | 2002      |
| Caracas F.C.               | Venezuela              | 2003-2005 |
| Boyacá Chicó F.C.          | Colombia               | 2005      |
| C.D. Espoli                | Ecuador                | 2006      |
| Trujillanos F.C.           | Venezuela              | 2006-2007 |
| Estudiantes de Mérida F.C. | Venezuela              | 2007      |
| Platinum Stars F.C.        | Sudáfrica              | 2008-2010 |
| C.C.D. Tuluá               | Colombia               | 2010      |
| Deportivo Anzoátegui S.C.  | Venezuela              | 2011      |
| Zamora F.C.                | Venezuela              | 2012      |
| Dubai C.S.C.               | Emiratos Árabes Unidos | 2013      |